# Puma (comics)
Pour les articles homonymes, voir Puma (homonymie).
Thomas Fireheart, alias le Puma est un anti-héros évoluant dans l'univers Marvel de la maison d'édition Marvel Comics. Créé par le scénariste Tom DeFalco et le dessinateur Ron Frenz, le personnage de fiction apparaît pour la première fois dans le comic book Amazing Spider-Man #256 en septembre 1984.

## Biographie du personnage

### Origines
Thomas Fireheart est un riche homme d'affaires d’origine amérindienne. Mais à l'insu de tous, il est plus que cela. Sa tribu au Nouveau-Mexique a mis en place un programme secret, alliant mysticisme et génétique, pour créer le protecteur et le guerrier parfait : le Puma.

### Parcours
Le Puma se fait un temps mercenaire et est engagé par le criminel nommé la Rose (en) (Richard Fisk, le fils du Caïd, Wilson Fisk) pour tuer Spider-Man. Il aurait pu réussir si la Chatte noire n'était pas intervenue. Il se bat ensuite à maintes reprises avec le Tisseur.
Un jour, le Puma attaque Spider-Man, pensant à tort qu'il était un voleur. Mais quand il découvre la vérité, il proclame avoir une dette d'honneur envers lui et rachète le Daily Bugle (le journal où travaille Peter Parker/Spider-Man), afin d'améliorer l'image du Tisseur vis-à-vis de l'opinion publique de la ville de New York. Finalement, il revend le journal à J. Jonah Jameson.
Peu après les premières Guerres secrètes, il s'allie au Tisseur, l'engageant pour éliminer le Beyonder qu'il croit être une menace pour l’humanité tout entière, mais finalement ne va pas au bout de son geste.

### Civil War
On revoit le Puma à la suite des évènements de Civil War, faisant partie des super-vilains qui s’enregistrent volontairement sur la loi de recensement du gouvernement américain.

## Pouvoirs et capacités
En se concentrant, Thomas Fireheart devient le Puma, un être mi-homme, mi-félin recouvert d'une fine fourrure de couleur rousse, parfaite pour se camoufler dans un environnement désertique.
En complément de ses pouvoirs, Fireheart maîtrise différents styles d'arts martiaux. C'est aussi un homme d'affaires et un gestionnaire avisé qui possède de bonnes connaissance sur les légendes mystiques des tribus indiennes d'Amérique.
Sous sa forme de Puma, il acquiert des pouvoirs et capacités surhumaines.
- Sa taille et son poids sont augmentés. Sa force devient surhumaine, lui permettant de soulever (ou d'exercer une pression équivalente à) 12 tonnes et de faire des bonds de plus de 10 mètres de longueur.
- Sa vitesse, son agilité et son endurance atteignent aussi des niveaux surhumains, et il obtient des réflexes surhumains égaux à ceux de Spider-Man.
- Ses sens sont également améliorés : son odorat lui permet de localiser des proies à plusieurs kilomètres de distance. Sa vision couvre plusieurs spectres lumineux, étant même capable de voir sur d'autres plans d'existence mystiques.
- Ses ongles se transforment en griffes courtes, solides et acérées, qu'il a déjà enduites de poison à l'occasion. Les canines de ses dents devient des crocs.
- Au combat, le Puma est une véritable machine à tuer, surtout quand il ne se contrôle plus, laissant alors son côté animal prendre de dessus.

Une de ses faiblesses est qu'il n'est pas habitué à se battre contre les autres super-héros.
Bien que certaines des activités du Puma soient moralement douteuses, Thomas Fireheart n'est pas vraiment un méchant et n'est pas non plus un criminel. Ses principales préoccupations sont son avancement personnel et le bien-être de son peuple. D'ailleurs, il est venu en aide à Spider-Man aussi souvent qu'il a essayé de lui faire du mal.